# Gouvernement Streleț
République de Moldavie
Gaburici Filip
Le gouvernement Streleț (en roumain : Guvernul Valeriu Streleț) est le gouvernement de la République de Moldavie du 30 juillet, durant la neuvième législature du Parlement.

## Coalition et historique

### Formation
Dirigé par le nouveau Premier ministre libéral-démocrate Valeriu Streleț, ce gouvernement est constitué et soutenu par l'Alliance pour l'intégration européenne III, qui regroupe le Parti libéral-démocrate de Moldavie (PLDM), le Parti démocrate de Moldavie (PDM) et le Parti libéral (PL). Ensemble, ils disposent de 52 députés sur 101, soit 51,5 % des sièges du Parlement.
Il est formé à la suite de la démission du Premier ministre Chiril Gaburici. Il succède donc à son gouvernement, constitué par le PLDM et le PDM, et soutenu par le Parti des communistes de la république de Moldavie (PCRM).
Constitué près de dix semaines après la tenue des élections législatives moldaves de 2014, cet exécutif est contraint de remettre sa démission dès le 22 juin, Gaburici, un homme d'affaires sans étiquette proche du PLDM, étant mis en cause par le parquet pour falsification de ses diplômes universitaires.
Alors que l'intérim de la direction du cabinet revient à Natalia Gherman, les trois partis pro-européens entament des négociations pour former une majorité parlementaire stable. Ils aboutissent au bout de cinq semaines, le PL revenant au pouvoir après deux ans et deux mois dans l'opposition.
Le 29 juillet, le président du groupe parlementaire du PLDM Valeriu Streleț est donc nommé Premier ministre. Son équipe obtient, dès le lendemain, la confiance du Parlement par 52 voix favorables.

### Succession
Le 29 octobre 2015, lors d'un vote de confiance demandé par l'opposition, le gouvernement est destitué par 65 voix. Gheorghe Brega assure alors l'intérim à la tête du gouvernement en attendant la nomination d'un nouvel exécutif.

## Composition
- Les nouveaux ministres sont indiqués en gras, ceux ayant changé d'attributions en italique.

| Portefeuille                                                                                    | Nom | Nom                | Parti |
| ----------------------------------------------------------------------------------------------- | --- | ------------------ | ----- |
| Premier ministre                                                                                |     | Valeriu Streleț    | PLDM  |
| Première Vice-Première ministre Ministre des Affaires étrangères et de l'Intégration européenne |     | Natalia Gherman    | PLDM  |
| Vice-Premier ministre Ministre de l'Économie                                                    |     | Stéphane Bridé     | PDM   |
| Vice-Premier ministre (Chargé de la Réintégration territoriale)                                 |     | Victor Osipov      | PDM   |
| Vice-Premier ministre (Chargé des Affaires sociales)                                            |     | Gheorghe Brega     | PL    |
| Ministre des Finances                                                                           |     | Anatol Arapu       | PLDM  |
| Ministre du Développement régional et des Travaux publics                                       |     | Vasile Bîtca       | PDM   |
| Ministre de l'Agriculture et de l'Industrie agro-alimentaire                                    |     | Ion Sula           | PLDM  |
| Ministre de l'Environnement                                                                     |     | Valeriu Munteanu   | PL    |
| Ministre de l'Éducation                                                                         |     | Corina Fusu        | PL    |
| Ministre de la Santé                                                                            |     | Ruxanda Glavan     | PDM   |
| Ministre du Travail, de la Protection sociale et de la Famille                                  |     | Mircea Buga        | PLDM  |
| Ministre de la Culture                                                                          |     | Monica Babuc       | PDM   |
| Ministre des Transports et des Infrastructures routières                                        |     | Iurie Chirinciuc   | PL    |
| Ministre de la Justice                                                                          |     | Vladimir Cebotari  | PLDM  |
| Ministre de l'Intérieur                                                                         |     | Oleg Balan         | PLDM  |
| Ministre des Technologies de l'information et des Communications                                |     | Pavel Filip        | PDM   |
| Ministre de la Défense                                                                          |     | Anatol Șalaru      | PL    |
| Ministre de la Jeunesse et des Sports                                                           |     | Loretta Handrabura | PLDM  |